# ベゴニア・センパフローレンス
ベゴニア・センパフローレンス（学名: Begonia semperflorens）は、シュウカイドウ科シュウカイドウ属（ベゴニア属）の植物で、草花として栽培される。和名はシキザキベゴニア（四季咲きベゴニア）。
学名は「常に開花している」の意味である。

## 特徴
不耐寒性の常緑多年草だが、一年草として扱われることが多い。本来は暑さにもやや弱いが、現在は日本の気候に合った耐暑性の品種が多く作出されている。ブラジル原産のいくつかの植物の交配種で、ヴァリエーションが多い。
草丈は10 - 15cmくらいのものが多いが、40cmくらいになる品種もある。茎・葉ともに多汁質で、光沢があり、深緑のものと、赤みを帯びたものがある。茎はよく分枝し、地面を覆うように生育する。
花は普通直径2cmくらいだが、5cmを超える大輪種もある。花色は白・ピンクまたは紅色で、芯は黄色、白に紅色の縁取りがあるピコティーという系統もある。本当の意味での黄色い花の品種は今のところないが、黄色い雄しべが花弁化したフライングエッグという品種がある。屋外では4月から10月頃まで咲き続ける。

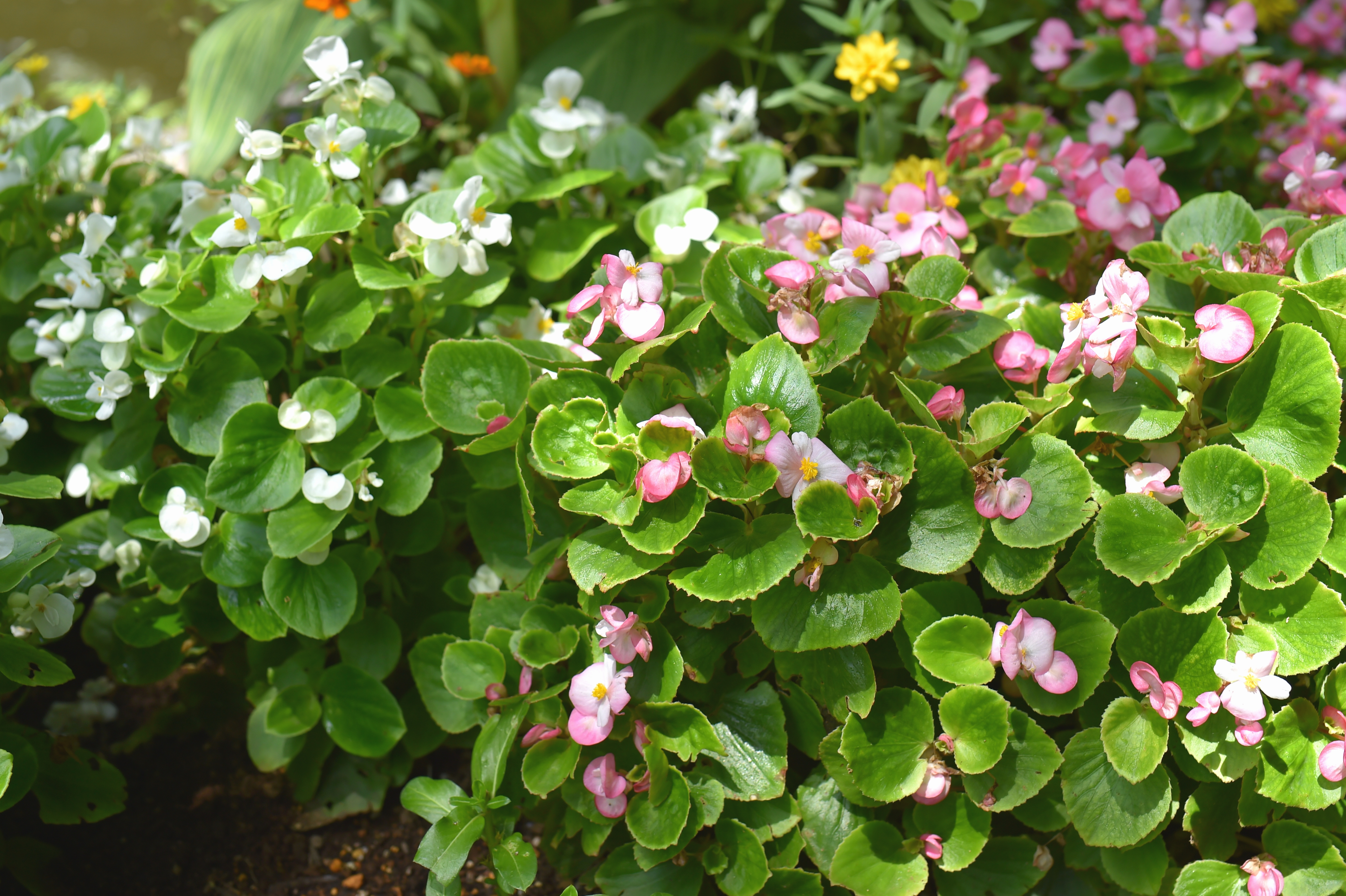
ベゴニア・センパフローレンス

## 利用
花壇・鉢植え・プランター植えに利用される。特に公園や路傍の花壇には定番の草花である。
住吉台公園にある

## 栽培
タネは草花の中でもっとも細かく、そのため指でつまんだだけでも壊れることがある（ペレットシードが入手できればそちらのほうが楽である）。普通鉢に播くが、いらなくなったはがきをV字に折り、底の部分にタネをあけて、よく見ながら下を指で軽くたたき、軽く滑らすようにして落としてゆくとうまく播ける。温室がない場合は5月中旬くらいがまき時になる。覆土はせず、受け皿をあてがって吸水させる。一度仮植えし、花壇では15cmに一株、鉢植えは四寸鉢に一株当てて移植する。半日陰から日向の水はけのよい土地を好む。